# Дитятін Олександр Миколайович
Дитятін Олександр Миколайович (рос. Дитятин Александр Николаевич; нар. 7 серпня 1957, Ленінград) — радянський гімнаст, триразовий олімпійський чемпіон, один з найкращих гімнастів всіх часів. Заслужений майстер спорту СРСР (1979).
Семиразовий чемпіон світу 1979 та 1981 років. Дворазовий чемпіон Європи 1979 року. Багаторазовий чемпіон спартакіад народів СРСР. Єдиний у світі гімнаст, що має медалі у всіх оцінюваних вправах на одних іграх: на Московській олімпіаді — 80 він завоював 3 золотих, 4 срібних та 1 бронзову медаль. З цим результатом він увійшов до книги рекордів Гіннеса.
Після завершення кар'єри спортсмена пішов у тренери, тренував до 1995 року.
У 1981 році Олександр Дитятин закінчив Національний державний університет фізичної культури, спорту та здоров'я імені П. Ф. Лесгафта, в 2001 році — Академію державної служби.
З 1995 по 2002 рік підполковник прикордонної служби А. Н. Дитятин працював старшим контролером ОКПП в міжнародному аеропорту «Пулково-2». З 2002 року завідує кафедрою гімнастики в Російському державному педагогічному університеті імені О. І. Герцена.
Нагороджений орденами Леніна та Трудового Червоного Прапора.
У 2004 році включений в Міжнародний зал гімнастичної слави. (англ.)